# Akori-Perlen

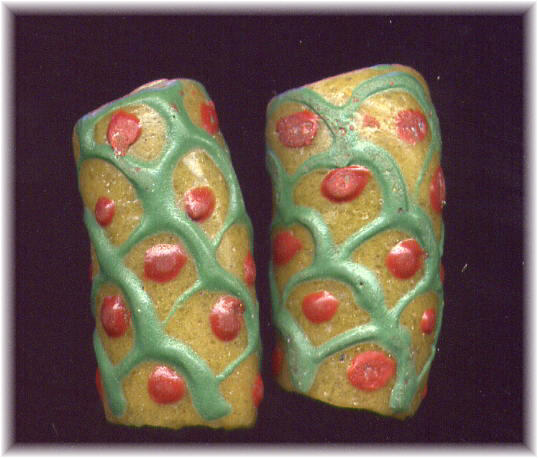
Perlen der Krobo (östliche Goldküste), möglicherweise Akori-Perlen nachempfunden

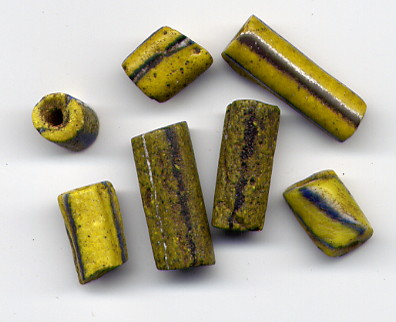
Aschantische Meteyi-Perlen (Goldküsten-Hinterland), eventuell Akori-Perlen nachempfunden

Akori-Perlen sind juwelenähnliche, verarbeitete, uralte und sehr kostbare Schmuckgegenstände der Völker des Küsten- und Küstenhinterlandes der westafrikanischen Elfenbein-, Gold- und Sklavenküste.
Fast alle Europäer, die uns aus historischer Zeit Berichte über diese Küstenabschnitte hinterlassen haben, erwähnen Akori-Perlen, die bei den Einheimischen sehr hoch im Kurs gestanden haben und mit zum Höchstmaß dessen gerechnet werden konnten, was einen Wert im präkolonialen Afrika verkörperte. So berichten die frühen Portugiesen, dass sie über ihre im Jahre 1487 errichtete Faktorei in Gwato, dem Haupthafen des alten Reiches Benin, überwiegend Baumwollware, Tierhäute und Akori-Perlen einhandeln würden. Akori-Perlen standen unter anderem auf der Goldküste in hohem Ansehen und wurden hier auch dementsprechend teuer bezahlt. Für die europäische Schmuckindustrie erschienen den Portugiesen die Akoris jedoch als nicht schön genug, als dass es sich lohnen könnte, sie in größerem Umfang nach Europa auszuführen. Zudem ließen sich mit ihnen auf der Goldküste auch sehr viel bessere Geschäfte machen, so dass man diese in Benin hauptsächlich einkaufte, um sie auf der Goldküste wieder zu verkaufen.

## Form und Gestalt
Akori-Perlen haben eine längliche, zylindrische Form mit ovalem Querschnitt in der Breite eines kleinen Fingers und der Länge eines Fingergliedes. Sie besitzen eine zentrale, durchgängig verlaufende Öffnung in Längsrichtung. Ihre Oberfläche ist zumeist meisterhaft mit Ornamentik verziert. Aus uralter Zeit sollen auch noch Akoris existieren, die mit einer Art Mosaik aus einer Art Schildpatt oder anderem Material belegt waren, und dies in einer Technik, wie sie sonst nur aus dem alten Ägypten bekannt ist. Römer erwähnt, dass es sie seinerzeit (1760er) in vier bis fünf Farben gab: Rot, Grün, Blau, Gelb und Weiß, und dass ihre Färbung eine geflammte oder gestreifte Form aufwies.

## Material
Die als Akoris bezeichneten Perlen gaben den Europäern seit jeher größte Rätsel auf, insbesondere hinsichtlich des Materials, aus dem die Perlen bestehen, sowie vor allem auch der Herkunft des Materials. Auch heute noch gehen hinsichtlich des Materials und seiner Herkunft die Meinungen auseinander.
Einig ist man sich jedoch darüber, dass dies keine Korallen sind, oder besser gesagt, deren ehemalige Behausungen. Ein Vergleich mit tatsächlichem Korallenmaterial zeigt, dass das Akori-Material sehr viel härter und feiner strukturiert ist und eher an Glas oder Keramik erinnert, als an Kalkstein in Form von Aragonit, aus dem Korallengehäuse zum größten Teil bestehen. Römer bezeichnete den Stoff seinerzeit als Porzellan.
Fasst man die bisherigen und heutigen Materialtheorien zusammen, so kristallisieren sich zwei Hauptströmungen heraus: Eine Fraktion favorisiert einen organischen Ursprung, die andere einen anorganischen.

### Theorie des anorganischen Ursprungs
Unter den Vertretern der „anorganischen Theorie“ vermuten einige, dass es sich bei den Akori-Perlen um Glasperlen mediterranen, eventuell venezianischen Ursprungs handelt, die die Vorfahren der heutigen Akan auf der Goldküste einst aus dem alten Reich Gana mitbrachten, wo sie eine Art Handelsgut, wenn nicht sogar ein Wertäquivalent im transsaharischen Goldhandel verkörperten. Manche sprechen sogar von einem karthagischen Ursprung, wo die industrielle Produktion allerdings, sofern es sie wirklich gegeben hat, mit dem Untergang Karthagos verschwand. Andere Autoren wiederum vermuten Alt-Indien oder Alt-China als Ursprungsort eines künstlich hergestellten Materials.

### Theorie des organischen Ursprungs
Die Vertreter der „organischen Theorie“ nehmen dagegen die Wortverwandtschaft zwischen Akori und Kauri zum Ausgangspunkt. Dabei könnte es sich um ein und dasselbe Wort handeln, da in der Vergangenheit auch Schreibweisen wie Cory, Aigri, Agrie, Aggrey usw. auftauchten. Aus heutiger Sicht wird nicht ganz klar, ob mit diesen Schreibvarianten wirklich Kaurischnecken oder Akori-Perlen gemeint waren, zumal es auch eine klare Unterscheidung zwischen beiden gab. Kaurischnecken gibt es nur bei den Seychellen im Indischen Ozean, wenn man einmal von den Kanarischen Inseln im Atlantik absieht. Allerdings ist das Material der Kaurischnecken ein, schon vom Aussehen her, völlig anderes Material als das der Akori-Perle. Es erscheint aber auch durchaus möglich, dass es sich dabei um irgendein im Meer lebendes Wesen handelt, egal ob Koralle, Muschel, Schnecke oder was auch immer, dessen Existenz bzw. die Kenntnis darüber im Laufe der Zeit leider verloren gegangen ist.
Raymond Mauny vermutet, dass das Material eventuell von Allopora subviolacea stammen könnte, aber dieses ist bläulich-violett, was in diesem Zusammenhang jedoch nur als gewisse Abart von jenen Meeresbewohnern gedeutet werden könnte, aus deren Überresten Akoris angefertigt wurden.

## Theorie einer asiatischen Herkunft
Gleichgültig ob natürlichen oder künstlichen Ursprungs, es liegt die Vermutung nahe, dass das Wertäquivalent Akori-Perle dem Wertäquivalent Kaurischnecke als Ersatz gedient haben könnte oder umgekehrt. Wer dabei wem als Ersatz gedient hat, muss allerdings offenbleiben und hängt vielleicht auch davon ab, ob man grundsätzlich einen natürlichen oder künstlichen Ursprung der Akori-Perlen annimmt. Auch könnten beide Bezeichnungen, Akori bzw. Kauri, das sprachliche Überbleibsel des Namens einer uralten Währung im indischen Küstenraum sein, als deren Bestandteile oder Ersatz vielleicht die Akori-Perlen als auch die Kaurischnecken einstmals gedient hatten. Daneben scheint auch der asiatische Raum als Ursprungsort wahrscheinlicher zu sein als Venedig oder Karthago, wobei allerdings nicht außer Acht gelassen werden sollte, dass der Transsaharahandel der Antike durchaus auch Anschluss an Indien und China gehabt hatte, eine Verbindung, die erst mit der islamischen Eroberung Nordafrikas, spätestens jedoch mit dem Fall von Konstantinopel 1453 endgültig zum Erliegen gekommen war.
Einige Autoren berichten im Zusammenhang mit der Kisra-Legende, dass die Yoruba Akoris mitgebracht haben, als sie von der Arabischen Halbinsel aus der Zeit der frühen islamischen Eroberungen nach Afrika eingewandert waren. So galten z. B. einige bestimmte Akori-Perlen, die alle von roter Farbe sein sollen, als eine der Insignien der vorislamischen, altarabischen Königswürde und sind gemäß der Überlieferung einst von Oduduwa, dem Gründer von Ile-Ife (und Nachfahren eines altarabischen, vorislamischen Königsgeschlechtes) seinem 6. Enkel Olu-Popo zur Aufbewahrung übergeben worden, als er sein neugeschaffenes Reich unter seinen Enkeln aufteilte. Die später nach Olu-Popo benannte Provinz Popo war die westlichste Außenprovinz des Königreiches Oyo mit Kétou als Hauptstadt. Später zog man jedoch über den Ouémé und besiedelte neue Gegenden östlich des Flusses Mono mit der Stadt Tado als neue Residenzstadt des Königs von Popo. Über den heutigen Verbleib dieser königlichen Perlen ist offiziell nichts bekannt. Wenn dem Ganzen tatsächlich so ist, dann werden allerdings diese roten Akoris nicht die einzigen gewesen sein, welche die Vorfahren der Yoruba damals mitgebracht hatten.

## Produktionszentren und Fundplätze in Westafrika
Es gab in vorkolonialer Zeit in Westafrika mindestens zwei Zentren, in denen sich eine Sekundärindustrie entwickelt hatte, welche sich auf die Verarbeitung von Akori-Perlen spezialisiert hatte: im Hinterland der östlichen Goldküste und dem der Bucht von Benin. Obwohl noch mehr solcher Produktionszentren existiert haben dürften, denn Akori-Perlen waren auch weit außerhalb dieser Gegenden wohl bekannt, wie z. B. im Reich des Mani-Kongo oder in Gegenden des heutigen Kamerun. Die Akori-Zentren auf der Goldküste befanden sich vor allem im Hinterland von Accra und im historischen Königreich Akwamu.
Sowohl Römer als auch Isert berichten darüber, dass man Akori-Perlen auf der Goldküste in der Erde gefunden hat, und zwar gehäuft auf engstem Umkreis bis zu 60 Stück an einer Stelle. Allerdings gehen auch beide Autoren davon aus, dass es sich um Grabbeigaben von Gräbern aus uralter Vorzeit handelt, was auch die Meinung der damaligen Einheimischen war.
Ein weiteres Zentrum einer Perlenindustrie hatte es in historischer Zeit auch in Ilorin im heutigen Nigeria gegeben. Im Angesicht der hauptsächlich über den Transsaharahandel importierten Billig-Perlen (Glasperlen) europäischen Ursprungs ist hier dieses Handwerk jedoch untergegangen.
Der wohl bedeutendste Fundplatz von Akoris in Westafrika ist Sé, im Unterbezirk von Achiémé in der Region, durch welche die heutige Grenze zwischen Togo und Benin verläuft. Ein anderer Fundplatz mit Akoris liegt bei Ouessé in der Region um Savé im heutigen Benin, bei der vermutet wird, dass es sich hierbei um eine Nekropole aus uralter Zeit handelt, von der „nur noch ein paar Acorries“ gefunden wurden. Das Gleiche gilt für eine nahegelegene Fundstätte in derselben Region bei Gogoro. Uralte Krüge, welche Agries enthielten, sind ebenfalls bei Ilé-Tchin und Idigny im Norden der Kétou-Region gefunden worden. Auch wurden unter der Leitung von Jacques Bertho in der Nähe der Stadt Grand-Popo 1941 Ausgrabungen begonnen, welche Akoris zutage förderten, ebenso durch P. Thomassey bei Soso-Egbé, ca. 2 km nordwestlich von Comé. Daneben hatte auch Leo Frobenius um 1910 herum in der Stadt Ile-Ife einige Fragmente aufgefunden, welche als Schmelztiegel zur Herstellung dieser Perlen gedeutet wurden, insofern man einen anorganischen Ursprung von Akori-Perlen voraussetzt.
Auf dem Territorium der heutigen Elfenbeinküste hatte im Jahre 1900 Maurice Delafosse auf zahlreiche Grabanlagen hingewiesen, die sich auf dem Berg Afré-Boka (anderer Name: Ouoryé-Boka) bei Guiangomenou, ca. 30 km nördlich von Toumodi, befinden. In diesen Grabanlagen wurden zahlreiche grünlich-blaue Akori-Steine (pierres d'aigris) gefunden, die seinerzeit von Delafosse als ägyptischen oder phönizischen Ursprungs charakterisiert wurden. Der Berg wurde daher von den Franzosen auch „Perlenberg“ (Montagne des perles) genannt.